# Pasorapa
Pasorapa ist eine Landstadt im Departamento Cochabamba im südamerikanischen Anden-Staat Bolivien.

## Lage im Nahraum
Pasorapa ist der zentrale Ort des Municipios Pasorapa in der Provinz Narciso Campero. Die Ortschaft liegt auf einer Höhe von 2112 m fünf Kilometer südwestlich der Laguna Thajra und zwanzig Kilometer westlich des Río Mizque.

## Geographie
Pasorapa liegt zwischen den Gebirgsketten der Cordillera Oriental und der Cordillera Central. Das Klima ist geprägt durch ein typisches Tageszeitenklima, bei dem die Temperaturschwankungen zwischen Tag und Nacht größer sind als zwischen den Jahreszeiten.
Die Jahresdurchschnittstemperatur der Region liegt bei etwa 20 °C (siehe Klimadiagramm Omereque), wobei die Monatsdurchschnittswerte zwischen 17,5 °C im Juli und 22 °C von Oktober bis Februar schwanken. Der Jahresniederschlag liegt bei 500 mm, mit einer ausgeprägten Trockenzeit von April bis Oktober mit Monatswerten unter 20 mm, und einer kurzen Feuchtezeit von Dezember bis Februar mit monatlich etwa 100 mm.

## Verkehrsnetz
Pasorapa liegt in einer Entfernung von 278 Straßenkilometern südöstlich von Cochabamba, der Hauptstadt des Departamentos.
Von Cochabamba führt die Nationalstraße Ruta 7 in südöstlicher Richtung 44 Kilometer bis Paracaya, von dort führt die Nationalstraße Ruta 23 auf 146 Kilometern weiter nach Südosten über Punata, Arani und Mizque nach Aiquile. Vier Kilometer vor Aiquile biegt die Nationalstraße Ruta 5 nach Osten in Richtung Saipina ab und erreicht nach 55 Kilometern den Flusslauf des Quebrada Huerla. Von hier führt eine 40 Kilometer lange Nebenstraße in südöstlicher Richtung nach Pasorapa.

## Bevölkerung
Die Einwohnerzahl des Ortes ist in den vergangenen beiden Jahrzehnten auf fast das Vierfache angestiegen:
| Jahr | Einwohner | Quelle       |
| ---- | --------- | ------------ |
| 1992 | 810       | Volkszählung |
| 2001 | 1114      | Volkszählung |
| 2012 | 3134      | Volkszählung |
| 2024 |           | Volkszählung |

Die Region weist einen gewissen Anteil an Quechua-Bevölkerung auf, im Municipio Pasorapa sprechen 23,1 Prozent der Bevölkerung Quechua.